# Heriades ellenbergeri
Heriades ellenbergeri är en biart som beskrevs av Raymond Benoist 1931. Heriades ellenbergeri ingår i släktet väggbin, och familjen buksamlarbin. Inga underarter finns listade i Catalogue of Life.